# Adaption (ögat)
Adaption är ögats förmåga att anpassa sig till olika förhållanden.

## Ljusadaption
Ljusadaption är en process som sker i ögat då det anpassar sig till starkt ljus. Vid stark belysning fungerar endast tapparna och inte stavarna. Ljusadaption är motsatsen till mörkeradaption.
En av effekterna av ljusadaption är att ett vitt papper utomhus och inomhus kommer att uppfattas som vitt även om den absoluta mängden ljus som reflekteras från pappret är väldigt olika i de båda fallen.

## Mörkeradaption
Mörkadaption innebär att näthinnans ljuskänslighet ökar genom stegvis anhopning av synpigment i stavarna.